# Gelson Merisio
Gelson Luiz Merisio (Xaxim, 31 de janeiro de 1966) é um administrador de empresas e político brasileiro, filiado ao Solidariedade. Foi deputado estadual e presidente, em Santa Catarina, do Partido Social Democrático (PSD). Merisio presidiu a Assembleia Legislativa de Santa Catarina entre 2010 e 2012.
Merisio começou a se envolver em causas políticas enquanto estava no Ensino Médio. Neste período foi eleito Presidente do Grêmio Estudantil do colégio La Salle. Assumiu seu primeiro cargo eletivo em 1989, como vereador de Xanxerê, para o mandato 89-92, como o mais votado daquele pleito, com 707 votos. Nos últimos dois anos de seu mandato, 1991 e 1992, presidiu a Câmara de Vereadores do município. Paralelamente, presidiu a Associação Comercial e Industrial de Xanxerê (Acix). Foi também presidente da Federação das Associações Comerciais e Industriais de Santa Catarina (Facisc) por dois mandatos consecutivos e, logo após, assumiu a vice-presidência da Confederação das Associações Comerciais do Brasil (CACB).
Em 1996, Merisio foi apresentador do programa de rádio e TV "Controle Geral", da Rede Record. Entre 1999 a 2001, comandou a direção financeira da Companhia Catarinense de Águas e Saneamento (Casan) e presidiu o Conselho Deliberativo do Sebrae/SC de 1999 a 2002.

## Parlamento catarinense
Ingressou na Assembleia Legislativa em 2005, como suplente. Foi eleito deputado estadual no ano seguinte e em 2010 assumiu pela primeira vez a presidência do Legislativo estadual. Nas eleições de 2010, foi o deputado estadual mais votado de Santa Catarina, com 65.551 votos, e reconduzido à presidência, para o biênio 2011/2012. Nas eleições de 2014, os votos de 119.280 catarinenses reelegeram Gelson Merísio à Assembleia Legislativa. Esta é a maior votação para o cargo da história de Santa Catarina.
Seus principais doadores de campanha, que arrecadou mais de R$ 2,3 milhões, foram as empresas Sertrading Ltda. (R$ 333 mil), Trop Comércio Exterior Ltda. (R$ 320 mil) e Cotia Vitória Serviços e Comércio Ltda. (R$ 300 mil), todas empresas de comércio exterior com atuação no Porto de Itajaí.
Merisio disputou as eleições de 2018 para governador de Santa Catarina. Ganhou no primeiro turno com 1.121.869 votos e perdeu no segundo turno com uma diferença de 42% dos votos para Carlos Moisés, do PSL.

## PSD
Merísio foi um dos membros fundadores do Partido Social Democrático (PSD) em Santa Catarina. Na primeira convenção da sigla, em 9 de julho de 2011, foi eleito 1º vice-presidente. Meses depois, em 6 de outubro, assumiu a presidência do partido. Em 2019, o ex-deputado anuncia sua desfiliação com o PSD e pretensões de se filiar ao PP, mas Acaba se filiando ao PSDB.